# Ficotoxinas

## Introducción

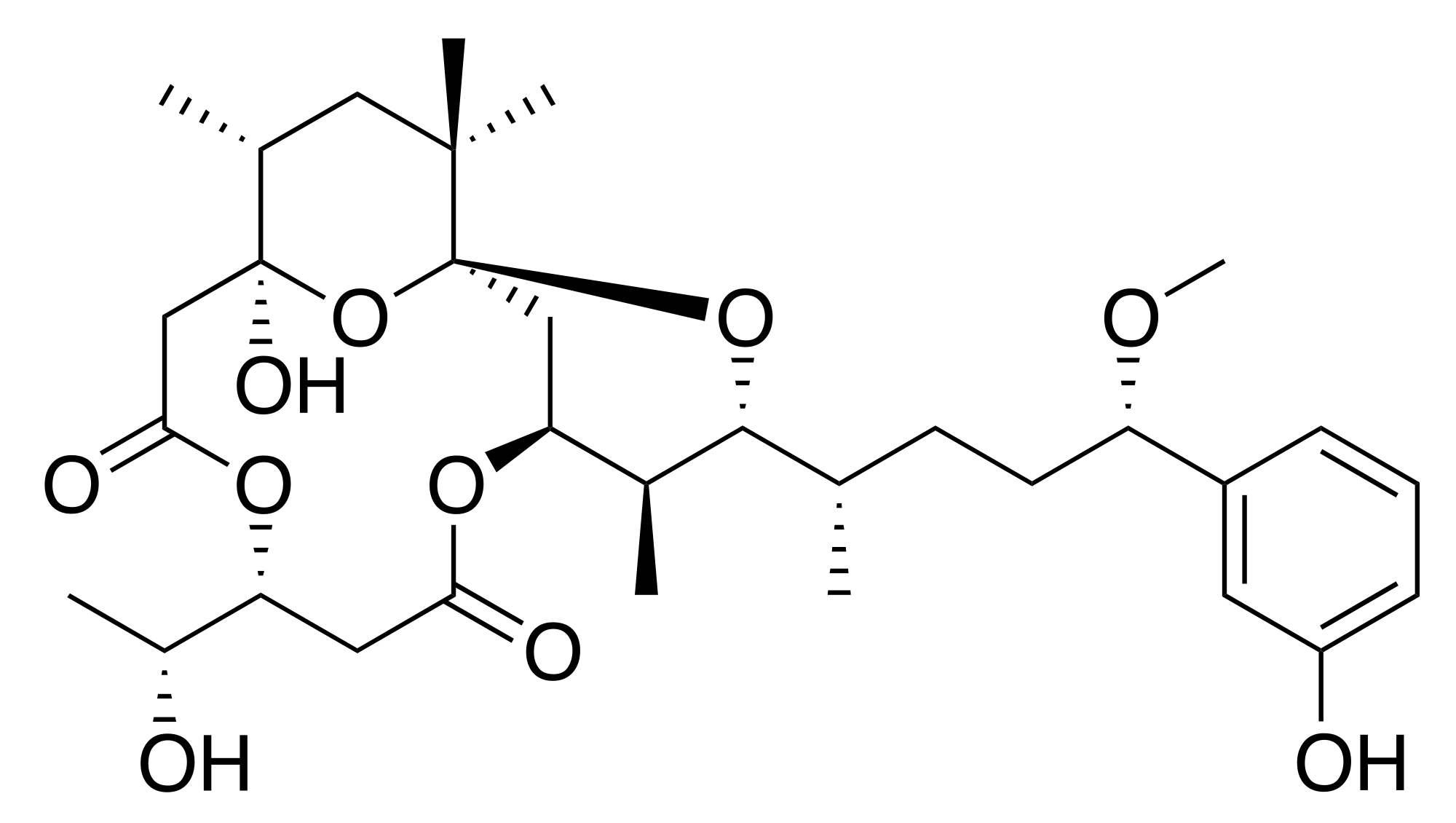
Estructura química de la debromoaplysiatoxina.

Las ficotoxinas marinas son productos naturales de origen algal, metabolitos secundarios producidos por algunas especies de microalgas, presentes en agua dulce y salada, que tienen actividad tóxica, normalmente neurotóxica. En su mayoría pertenecientes al grupo de los dinoflagelados. Se cree que producen estos metabolitos como respuesta a una agresión externa, como puede ser la presencia de otros organismos competidores. Estas toxinas son bioacumuladas por otros organismos como moluscos, crustáceos o peces, pudiendo así llegar al hombre u otros depredadores por vía alimentaria.
Producen efectos muy dañinos a nivel económico, sanitario y ambiental. Son responsables de 6000 intoxicaciones al año en humanos, con una mortalidad del 1,5%, además de mortalidades masivas de aves, peces y mamíferos marinos.
En ocasiones, cuando se producen condiciones climáticas e hidrológicas determinadas, se produce un aumento de su concentración, con la consiguiente acumulación. Estas condiciones pueden ser: aumento de la temperatura del agua, cambio en la salinidad, mayor turbulencia o cambios en la luz. 
Este aumento de la concentración de algas unicelulares en el agua, produce el fenómeno conocido como marea roja.

## Clasificación
Dentro de las ficotoxinas marinas nos encontramos con gran diversidad de estructuras químicas complejas, mecanismos de acción y actividad biológica muy diferentes.
Según su estructura química se clasifican en:

### Saxitoxinas
Son toxinas producidas por dinoflagelados de los géneros Alexandrium, Gymnodinium y Pyrodinium. Son muy peligrosas (mortalidad del 15 %), causantes de la intoxicación paralizante por consumo de molusco. 
Actúan bloqueando específicamente los canales de sodio voltaje dependiente, que se encuentran en las células excitables. Por tanto, bloquean Ia transmisión del impulso nervioso y de esta forma se impide Ia liberación de neurotransmisores a nivel de placa neuromotora, Io que impide entonces Ia contracción muscular.
El límite máximo permitido, en la Unión Europea, de estas toxinas en moluscos destinados al consumo humano es de 800 µg equivalentes/kg de carne de molusco.

### Brevetoxinas
Producidas principalmente por Karenia brevis. Son causantes de la intoxicación neurotóxica por consumo de moluscos. Están relacionadas con una mortalidad elevada de peces, aves y mamíferos. Además de por vía oral, las brevetoxinas pueden producir intoxicación por exposición dérmica e inhalación.
Actúan en los canales de sodio dependientes de voltaje, provocando una entrada masiva de sodio en las células.

### Yessotoxinas
Los principales organismos productores de estas toxinas son Protoceratium reticulatum, Lingulodinium polyedra y Gonyaulax spinifera. Su mecanismo de acción no está completamente establecido. Algunos estudios relacionan las yessotoxinas con la modulación de la homeostasis del calcio en linfocitos humanos y con una disminución de los niveles intracelulares de AMPc. 
No se conoce su toxicidad en humanos ni los efectos medioambientales que producen estas toxinas. El nivel máximo permitido en la Unión Europea de esta toxina en molusco, cuerpo entero o partes comestibles, es 1 mg de equivalentes/kg.

### Grupo del ácido okadaico
Formado por un conjunto de toxinas lipofílicas, en las que está incluido el ácido okadaico (producido por  Halichondria okadai) y algunos de sus derivados, como son las dinophysistoxinas (Dinophysis spp). Estas toxinas son las causantes de la intoxicación diarreica por consumo de molusco
Inhiben las fosfatasas citosólicas PP1 y PP2A. Producen diarrea en 30 minutos, durante 3 días, náuseas y vómitos. Producen la muerte en concentraciones muy elevadas, aunque no hay registro de muerte en humanos. 
El límite máximo permitido por la Unión Europea es de 160 µg de equivalentes/kg.

### Grupo de las iminas cíclicas
Formado por gymnodiminas, espirólidos, pinnatoxinas, pteriatoxinas, prorocentrólidos y espiro-prorocentriminas.  Comprenden un grupo de toxinas lipofílicas con una estructura macrocíclica características y un grupo funcional imino. Son toxinas de acción rápida, producen un efecto de "todo o nada". Por el momento, no existen registros de intoxicación en humanos.